# Arctoscyphus ronsmithii
Arctoscyphus ronsmithii là một loài Rêu trong họ Geocalycaceae. Loài này được Hässel de Menéndez mô tả khoa học đầu tiên năm 1990.